# Xanthorhoe angularia
Xanthorhoe angularia är en fjärilsart som beskrevs av John Henry Leech 1897. Xanthorhoe angularia ingår i släktet Xanthorhoe och familjen mätare. Inga underarter finns listade i Catalogue of Life.